# NGC 918
NGC 918 is een balkspiraalstelsel in het sterrenbeeld Ram. Het hemelobject werd op 11 januari 1831 ontdekt door de Britse astronoom John Herschel.

## Synoniemen
- PGC 9236
- UGC 1888
- MCG 3-7-11
- ZWG 462.11
- KARA 103
- IRAS02230+1816